# نشاط الشركة
نشاط الشركة أو النشاط الاقتصادي يحدد المجالات التي تعمل فيها شركة ما. تختلف هذه الانشطة باختلاف توجهات الشركات الاقتصادية ووضعها القانوني والمالي.

## امثلة عن انشطة اقتصادية
- تامين
- بنوك
- تجارة
- اتصالات
- صناعات غذائية
- سيارات
- سياحة
- نقل